# Tipuani
Tipuani är en ort i Bolivia.   Den ligger i departementet La Paz, i den nordvästra delen av landet, 500 km nordväst om huvudstaden Sucre. Tipuani ligger 847 meter över havet och antalet invånare är 2 563.
Terrängen runt Tipuani är huvudsakligen kuperad, men åt sydväst är den bergig. Runt Tipuani är det ganska tätbefolkat, med 179 invånare per kvadratkilometer.. Närmaste större samhälle är Guanay, 13,8 km öster om Tipuani.
I omgivningarna runt Tipuani växer i huvudsak städsegrön lövskog.